# Bahnstrecke Passow–Schwedt
| Streckennummer (DB): | 7318 (Passow–Stendell)           |                                      |                                      |
| Streckenlänge: | 14,5 km                          |                                      |                                      |
| Spurweite: | 1435 mm (Normalspur)             |                                      |                                      |
| Stromsystem: | Passow–Stendell: 15 kV 16,7 Hz ~ |                                      |                                      |
| Streckengeschwindigkeit: | 40 km/h                          |                                      |                                      |
| |                                  |                                      |                                      |
| \| \| \| von Angermünde \| \| \| \| −0,8 \| Passow (Uckermark) \| Passow (Uckermark) \| \| \| \| nach Szczecin \| \| \| \| \| Welse \| \| \| \| \| Infrastrukturgrenze DB InfraGO / PCK \| \| \| \| 5,8 \| Stendell (PCK) \| Stendell (PCK) \| \| \| \| PCK Raffinerie \| \| \| \| \| Streckenende \| \| \| \| \| von Angermünde \| \| \| \| \| Schwedt (Oder) Mitte \| \| \| \| \| nach Schwedt (Oder) \| \| |                                  |                                      |                                      |
| Strecke |                                  | von Angermünde                       | von Angermünde                       |
| Bahnhof | −0,8                             | Passow (Uckermark)                   | Passow (Uckermark)                   |
| Abzweig geradeaus und nach links |                                  | nach Szczecin                        | nach Szczecin                        |
| Brücke über Wasserlauf |                                  | Welse                                | Welse                                |
| Wechsel des Eisenbahninfrastrukturunternehmens |                                  | Infrastrukturgrenze DB InfraGO / PCK | Infrastrukturgrenze DB InfraGO / PCK |
| Dienststation / Betriebs- oder Güterbahnhof | 5,8                              | Stendell (PCK)                       | Stendell (PCK)                       |
| Dienststation / Betriebs- oder Güterbahnhof |                                  | PCK Raffinerie                       | PCK Raffinerie                       |
| |                                  | Streckenende                         |                                      |
| Abzweig ehemals geradeaus und von rechts |                                  | von Angermünde                       | von Angermünde                       |
| Haltepunkt / Haltestelle |                                  | Schwedt (Oder) Mitte                 | Schwedt (Oder) Mitte                 |
| Strecke |                                  | nach Schwedt (Oder)                  | nach Schwedt (Oder)                  |

Die Bahnstrecke Passow–Schwedt ist eine ausschließlich dem Güterverkehr dienende Nebenbahn im Nordosten Brandenburgs. Offiziell ist lediglich der Abschnitt zwischen Passow und dem Güterbahnhof Stendell als Eisenbahnstrecke deklariert, bei der rund zehn Kilometer lange Folgestrecke zur PCK-Raffinerie und einstmals weiter bis zur Nebenbahn Angermünde–Schwedt (Oder) handelt es sich dagegen um eine Anschlussbahn.
Beide Abschnitte sind Eigentum der PCK Raffinerie GmbH, die zwischen dem Bahnhof Stendell und der Raffinerie auch den Bahnbetrieb durchführt.

## Streckenverlauf
Die Strecke zweigt etwa 500 Meter nördlich des Bahnhofs Passow von der Hauptbahn Berlin–Szczecin ab und endet rund sechs Kilometer weiter östlich am Güterbahnhof Stendell. Im weiteren Verlauf der Bahn teilt sich diese in mehrere Anschlüsse zur PCK-Raffinerie. Südlich dieser führte ein weiterer Anschluss zur Nebenbahn Angermünde–Schwedt.

## Geschichte

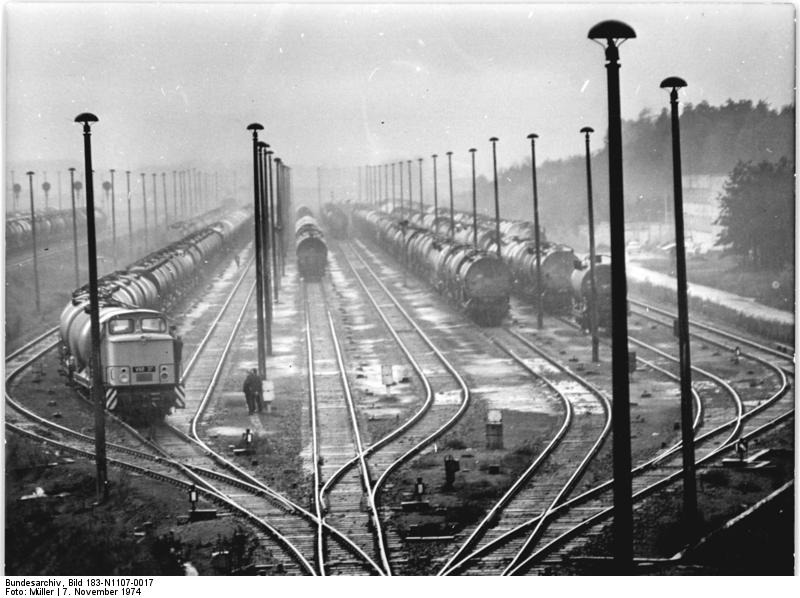
Gleisanlagen des Bahnhof Stendell im Erdölverarbeitungswerk, 1974

Die Verbindung wurde in den frühen 1960er Jahren von der Deutschen Reichsbahn (DR) als Zufahrtstrecke zum Petrolchemischen Kombinat errichtet. Über den Bahnhof fuhr am 18. Dezember 1963 zum ersten Mal ein Zug auf Signal ein. Es war der Sonderzug des Ministerrates. Walter Ulbricht eröffnete an jenem Tag die Erdölleitung „Freundschaft“. Am 1. Januar 1964 wurde der reguläre Betrieb eröffnet. Am 24. Februar 1964 ging das als Zentralstellwerk ausgebildete Stellwerk 1 des Bahnhofs Stendell in Betrieb.
Der Streckenabschnitt bis Stendell wurde in den 1980er Jahren in das Elektrifizierungsprogramm der DR mit einbezogen. Am 20. Dezember 1987 konnte die Verbindung Angermünde–Passow–Stendell dem elektrischen Betrieb übergeben werden.
Das PCK besaß ursprünglich ebenfalls eine Verbindung zur Bahnstrecke Angermünde – Pinnow – Schwedt. Auch nach Einstellung des Betriebs auf diesem Verbindungsgleis war es lange Zeit möglich, es operativ bei Störungen der Strecke über Passow wieder in Betrieb zu nehmen. Durch den Neubau einer Umgehungsstraße um Schwedt/Oder (Bundesstraße 2n) im Jahre 2006 wurde diese Verbindung allerdings gekappt und in Teilen zurückgebaut. Anschließend wurde eine Art Wendeschleife hergestellt.
Die Stadt und die Hafengesellschaft Schwedt planen, den 2001 eröffneten Hafen Schwedt über den Bahnhof Stendell anzubinden. Hierzu soll eine neun Kilometer lange Neubaustrecke mit einem Kreuzungsbauwerk an der Bundesstraße entstehen. Auch zwei Papierfabriken im Stadtgebiet, die bisher mit Anschlussgleisen zum Bahnhof Schwedt angebunden sind, sollen über die neue Strecke erschlossen werden. Im Oktober 2010 begann der Bau des Gleisanschlusses zum Hafen, der allerdings zunächst an den Bahnhof Schwedt an der Strecke aus Angermünde angebunden wird. Die Verbindung zum Bahnhof Stendell soll bei einer entsprechenden Verkehrsnachfrage später den bestehenden Anschluss ersetzen.
Bei einem Zugunglück entgleisten am Abend des 13. April 2009 zwei Kesselwagen in Stendell an einer Brücke, wobei ein Wagen beschädigt wurde. Dabei liefen 60 Tonnen Ottokraftstoff aus.

## Güterbahnhof Stendell

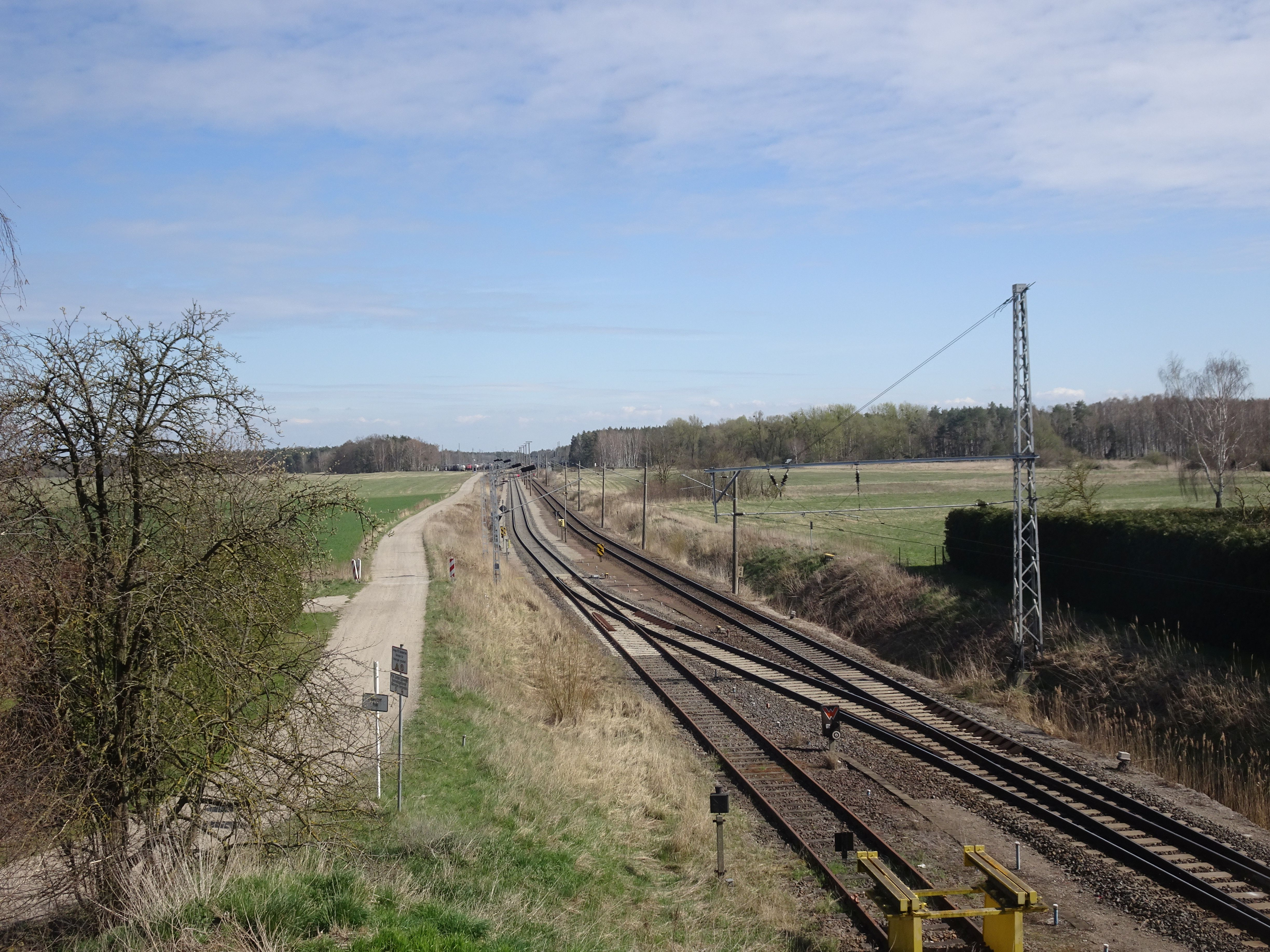
Strecke an der Ausfahrt des Bahnhofs Stendell Richtung Passow.

Der Güterbahnhof Stendell gehört wie die Bahnstrecke zur PCK-Raffinerie Schwedt. Im Bahnhof werden die Ein- und Ausgangszüge des PCK behandelt. Dazu stehen zwei Wagenablaufberge und deren Umfahrung zur Verfügung. Der Wagenablaufberg im Ausgangsbereich wird als solcher nicht mehr genutzt.